# Notolabrus fucicola
Notolabrus fucicola es una especie de peces de la familia Labridae en el orden de los Perciformes.

## Morfología
Los machos pueden llegar alcanzar los 38 cm de longitud total.

## Distribución geográfica
Se encuentra desde el sur de Australia (en Australia Meridional hasta Nueva Gales del Sur, incluyendo Tasmania) hasta Nueva Zelanda.